# Cité du design (Saint-Étienne)
 (août 2012).
Si vous disposez d'ouvrages ou d'articles de référence ou si vous connaissez des sites web de qualité traitant du thème abordé ici, merci de compléter l'article en donnant les références utiles à sa vérifiabilité et en les liant à la section « Notes et références ».
 (février 2018).
Pour les articles homonymes, voir Cité du design.

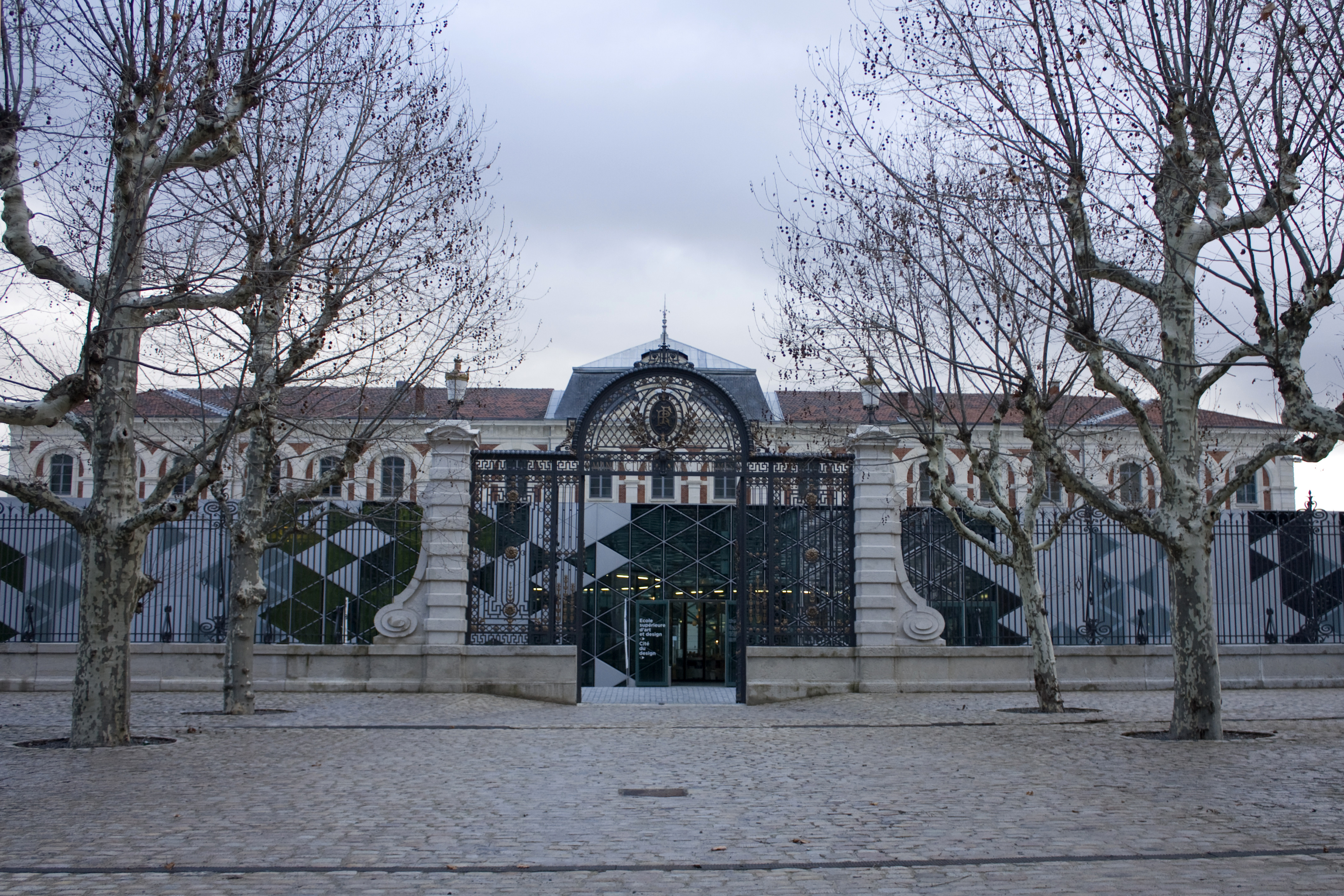
La Place d'armes et entrée Platine de la Cité du design.

La Cité du design est inaugurée en 2009 sur l'ancien site de la Manufacture d'armes de Saint-Étienne, au cœur du quartier créatif Manufacture-Plaine-Achille avec le soutien du département de la Loire, de la région Rhône-Alpes, de l’État et de l’Union européenne avec le soutien du département de la Loire, de la région Rhône-Alpes, de l’État et de l’Union européenne. Ses missions principales concernent la communication, la diffusion, la recherche et la formation autour du design.

## Histoire
D'abord créée en 2005 comme syndicat mixte, la Cité du design devient, en 2010, un établissement public de coopération culturelle (EPCC) qui intègre notamment l'École supérieure d'art et design Saint-Étienne.

## Missions
La Cité du Design a d'abord comme mission de sensibiliser tous les publics au design. Elle s'inscrit dans un projet de reconversion et de développement économique d'un territoire de tradition industrielle et associe un établissement d'enseignement supérieur artistique à un équipement consacré au design. La Cité du design est également un membre fondateur du réseau Codesign, organisation unique en France à ce jour, qui réunit les actions de design en région Rhône-Alpes.

## Bâtiments
Pour l'installation de la Cité du design dans les locaux historiques de la Manufacture d'armes de Saint-Étienne, trois bâtiments ont été réhabilités, parallèlement à la construction de deux autres, plus modernes (la Platine et la Tour Observation). L'EPCC s'étend sur une surface totale de 33 300 m2. 

### Projet architectural
Un concours d’architecture est lancé en 2004 pour réhabiliter et restructurer le site. Il est remporté par l’agence LIN, fondée en 2001, il l’œuvre des architectes Finn Geipel et Giulia Andi, de l'agence berlinoise LIN. Le projet global couvre une surface de 16 000 m², aménagée entre 2006 et 2009, pour un coût total de 41,5 millions d’euros. Quatre bâtiments historiques sont démolis tandis que trois autres sont restaurés afin d’accueillir les espaces pédagogiques et administratifs de l’ESADSE. De vastes espaces publics extérieurs sont également aménagés : deux jardins, la Place d’Armes, et une esplanade ouverte au public. Une tour-observatoire permet d’admirer la ville et ses alentours, renforçant la vocation culturelle et touristique du site. Le coût total du projet est de 41,5 millions.

### La Platine
La Platine est le bâtiment caractéristique de la Cité du design. Il s'agit d'un quadrilatère de 200 mètres de long, 31 mètres de large et de 5 mètres de haut, pour une surface totale de 7 400 m2. Le bâtiment comprend trois salles de séminaires, un auditorium, deux salles de 1 200 et 800 m2 destinées aux expositions temporaires, une agora composée du bureau des étudiants et de l'accueil-billetterie-boutique, une serre, une médiathèque et une matériauthèque, ainsi qu'un restaurant.
L'ensemble est recouvert d'une « peau », constituée de panneaux triangulaires de 1,20 mètre de côté. Selon leur emplacement, ces triangles sont opaques, transparents, photovoltaïques ou de photosynthèse; la structure métallique en mailles triangulaires répartit les efforts sur l’ensemble du volume et forme à la fois les façades et la toiture, créant une impression d’unité architecturale. La Platine se distingue par son espace unique, modulable selon les besoins, accueillant des espaces d’exposition, un auditorium, une serre, ainsi qu’une matériauthèque.  Sa peau composite, constituée de matériaux variés, produit une animation visuelle tout en intégrant des ventilations. 
Bien que non totalement autonome en énergie, le bâtiment bénéficie d’une régulation thermique innovante, témoignant de l’esprit de recherche et d’expérimentation propre au design.
Depuis septembre 2023, un nouvel espace surnommé la "bulle" a été installé au cœur du bâtiment de la Platine. Ce dispositif vise à valoriser les jeunes talents du design contemporain. Il s’agit d’un espace de 200 m², renouvelé tous les trois mois, destiné à accueillir des expositions mettant en avant la nouvelle génération de designers français et européens. Le projet ambitionne d’inscrire l’action de la Cité du design dans une programmation continue, en complément de sa biennale internationale. La première exposition présentée dans ce cadre, Vrai ou Fauve de Laureline Galliot, rend hommage au fauvisme par une approche colorée et picturale du design d’objet.

### La tour observatoire
Elle complète l'ensemble architectural du nouveau site. Elle culmine à 32 mètres de haut et offre un panorama unique à 360° sur la ville, et plus particulièrement sur le quartier Carnot, le stade Geoffroy-Guichard et le Zénith de Saint-Étienne. Il s'agit d'une construction métallique en forme de L inversé qui, la nuit, permet aussi de repérer la Cité car elle est équipée de supports lumineux.

### Le bâtiment des ateliers pédagogiques
L'École supérieure d'art et design de Saint-Étienne a également investi une partie des anciens bâtiments. Les ateliers pédagogiques ont été installés dans l'ancien bâtiment 183, d'une dimension de 75x17 mètres et sur trois étages. La surface totale est de 3000 m² et est répartie en plusieurs salles d'apprentissage : pôle édition, salle consacrée aux étudiants de première année, espace art, espace design, pôle son/vidéo, pôle photographique et pôle des pratiques numériques.

### Le bâtiment des ateliers techniques
De la même manière, les anciens bâtiments 118 et 122 ont été réhabilités et accueillent dorénavant les ateliers techniques de l'école. Répartis sur deux étages, l'ensemble des 1700 m² se divise en plusieurs espaces de création destinés aux étudiants. Ces ateliers sont composés des : pôle modélisation, espace montage, espace volume, espace maquette, espace art et espace image/récit/document.

### Le bâtiment de l'Horloge
Dernier endroit rénové, l'ancien bâtiment 116, de 2 600 m2, a une position centrale sur le site. Au rez-de-chaussée sont situés l'administration de l'École supérieure d'art et design de Saint-Étienne et le post-diplôme Design & Recherche. L'équipe de la Cité du design a investi le reste des étages, où se situent également des appartements à usage temporaire pour les artistes ou conférenciers invités.

### Galerie Nationale du Design
En juin 2026, la Galerie nationale du design ouvrira ses portes au sein de la Cité du design. Il s'agit de la réhabilitation d'un bâtiment de la Manufacture d'armes de Saint-Étienne.
Porté par Saint-Étienne Métropole avec le soutien de l’État, ce nouvel espace culturel d’envergure nationale s’étendra sur près de 1 000 m² et proposera des expositions thématiques autour du patrimoine du design. Les collections proviendront notamment du Centre Pompidou, du CNAP, du MAMC+, du Mobilier national, du Musée des Arts Décoratifs et du Design de Bordeaux ou encore du Frac Grand Large Hauts-de-France. Le projet est porté conjointement par la MAMC+ et la Cité. Le comité de pilotage scientifique est constitué du service Musées de France (ministère de la Culture), la DRAC Auvergne-Rhône-Alpes et autres institutions culturelles. 
Une fois par an, le public pourra ainsi découvrir une grande exposition dédiée au design patrimonial.

## Financements et budget
En janvier 2025, les résultats d’un audit financier, réalisé en 2021 par le cabinet KPMG, ont été communiqués aux élus municipaux et métropolitains de Saint-Étienne. Portant sur la période 2017–2026, ce rapport met en évidence une trajectoire financière préoccupante pour l’Établissement public de coopération culturelle (EPCC), avec un déficit projeté de 1,4 million d’euros en 2026 et un déficit cumulé estimé à 5,1 millions d’euros. L’audit souligne notamment la progression des dépenses de fonctionnement, majoritairement imputables aux charges de personnel, et la baisse des recettes. En réponse, plusieurs services ont été supprimés début 2025 (relations internationales, développement économique et la plateforme de recherche), entraînant la suppression de cinq postes. Le rapport évoque également un risque d’impact sur l’offre de formation de l’école supérieure de design et sur la réputation internationale de Saint-Étienne en matière de design′.

## Pôles et Services
La Cité du Design est composée de plusieurs pôles et services. 

## Liste des directeurs de la Cité
- 2005 - 2011 : Elsa Francès
- Octobre 2011 - Mars 2017 : Ludovic Noël
- Août 2017 - Janvier 2018 : Caroline Tisserand
- Janvier 2018 - Août 2018 : Dominique Paret (par intérim)
- Août 2018 - Octobre 2022 : Thierry Mandon
- Depuis janvier 2024 : Éric Jourdan

## Galerie de photos

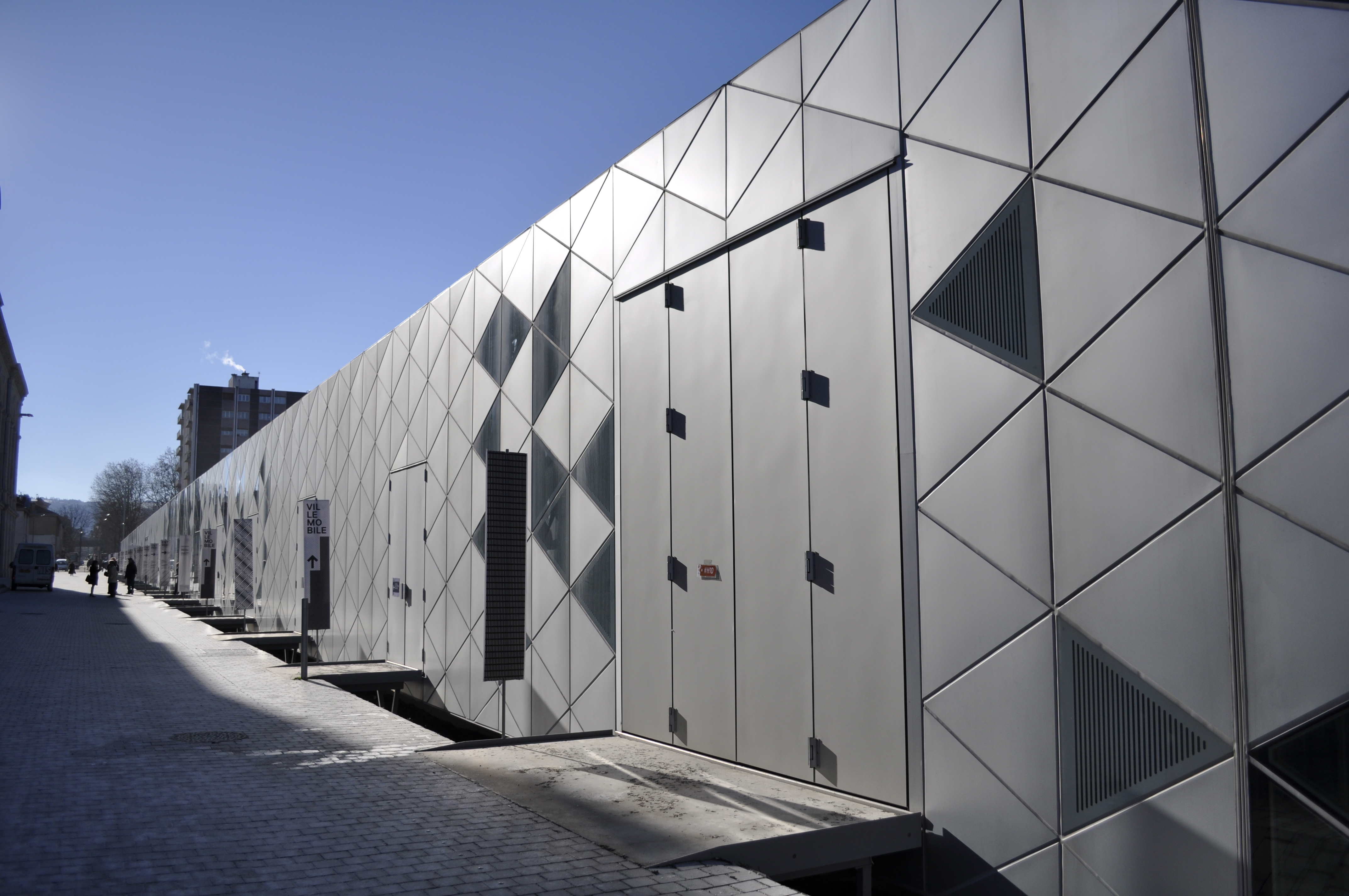
Bâtiment la Platine à la Cité du design.
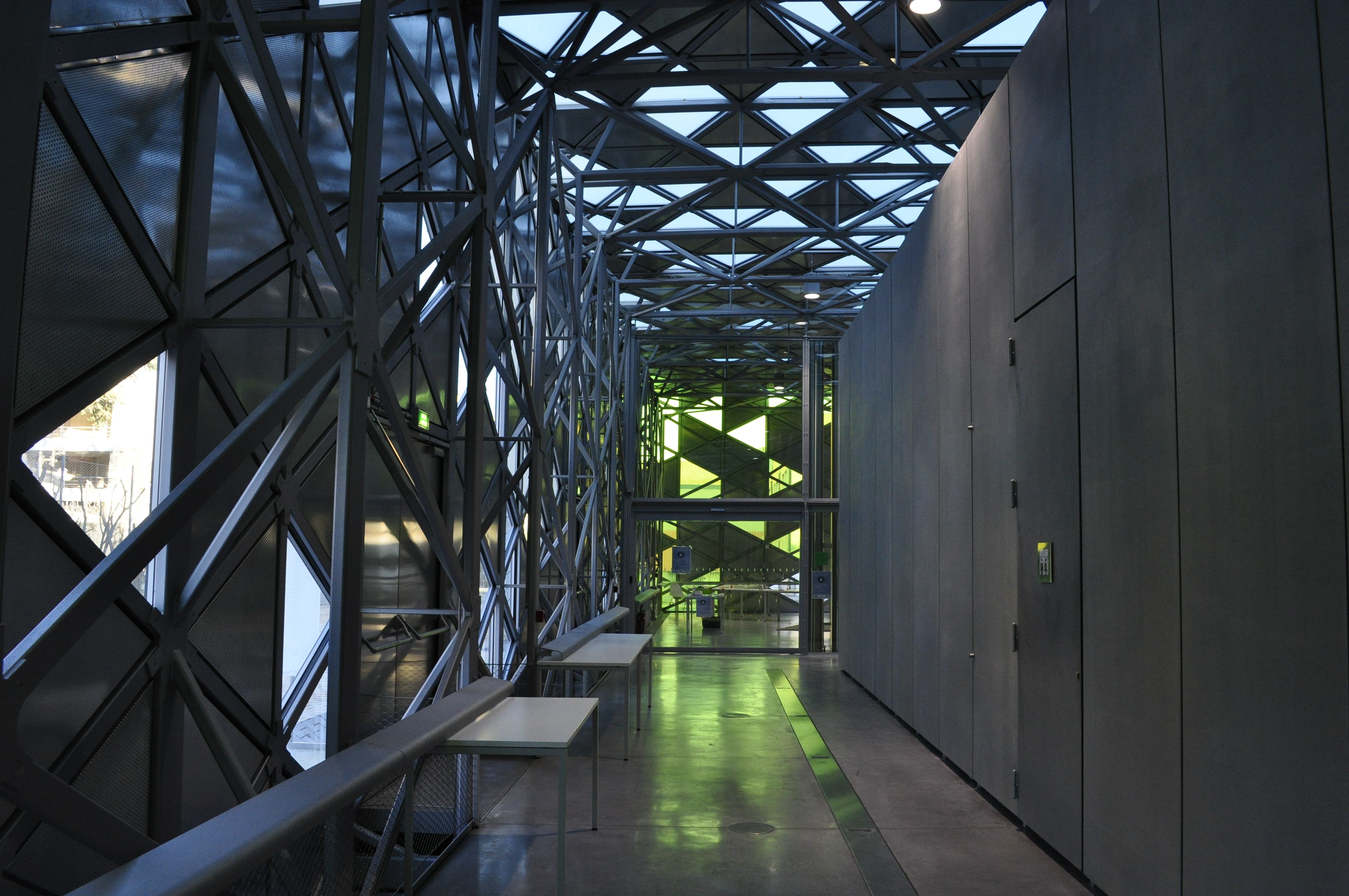
Intérieur de la Platine.
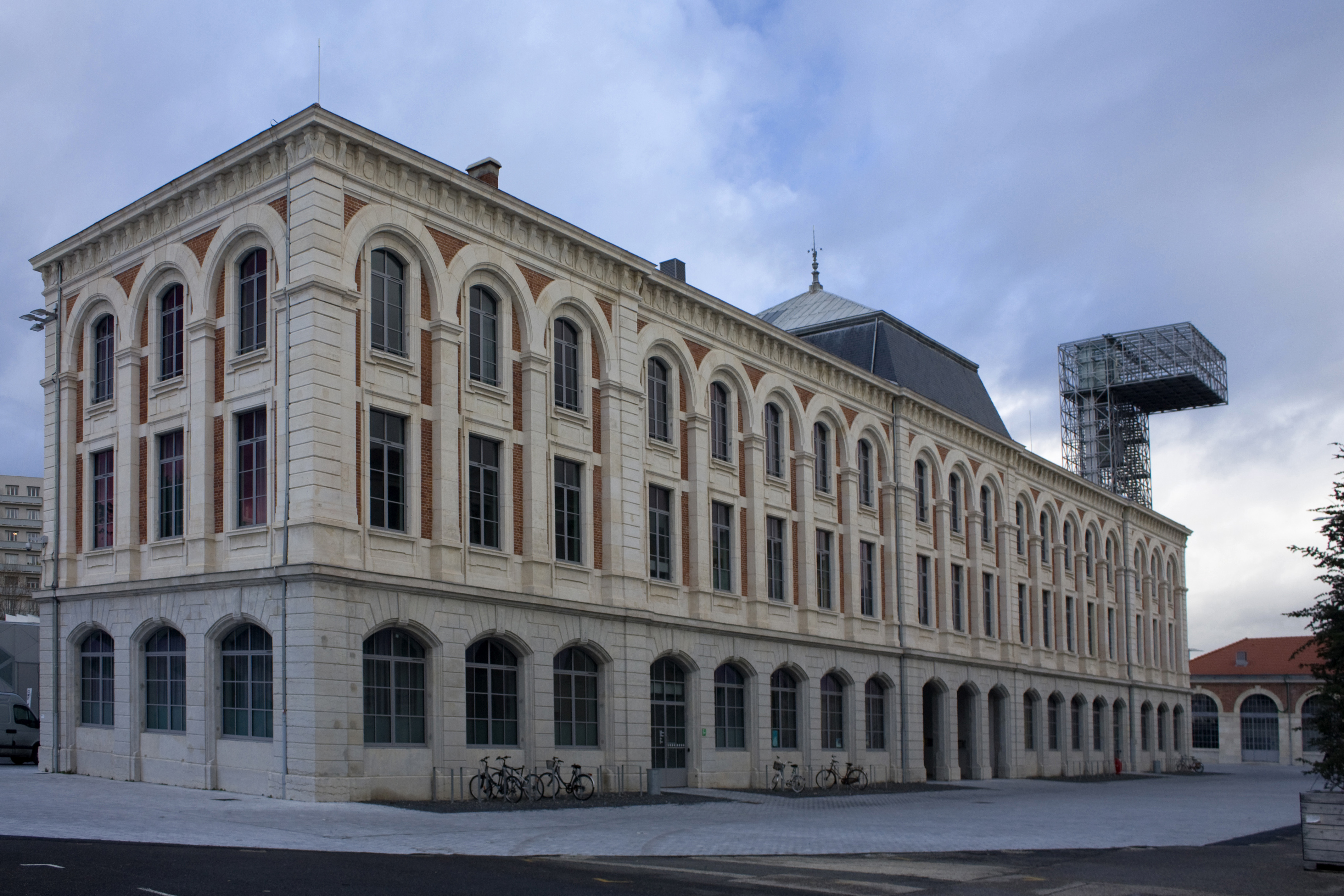
L'ancienne manufacture d'armes avec la tour d'observation à l'arrière plan.
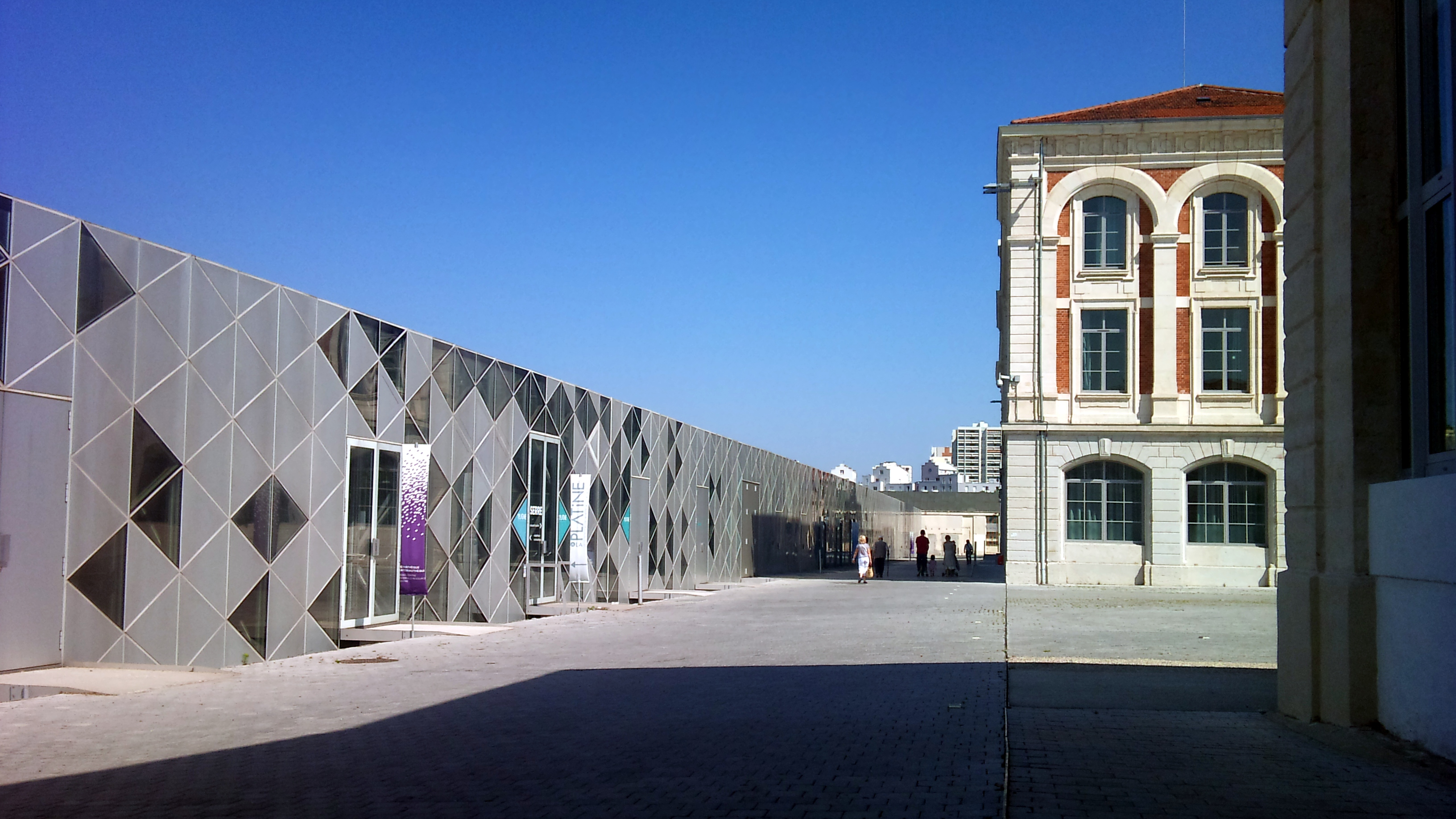
Entre la Platine et la Manufacture.

## Détournement de fonds
Dans le contexte d’un déficit budgétaire de 1,4 million d’euros, révélé à l’automne 2022, un audit financier interne a mis en lumière l’existence de fausses factures et d’attestations suspectes, notamment au sein de la filiale Cité Services. Ces éléments ont conduit Marc Chassaubéné (vice président de la métropole en charge de la culture) à effectuer un signalement auprès du procureur de la République, en application de l’article 40 du Code de procédure pénale sur la base d'éléments laissant présumer un détournement de fonds orchestré par Thierry Mandon, ancien directeur de l’institution. Il démissionne en octobre 2022. 
En novembre 2024, le tribunal de Saint-Etienne a reconnu coupable Thierry Mandon d'abus de biens sociaux, faux et usages de faux, tentative de détournement de biens publics et escroquerie et l'a condamné à 12 mois de prison avec sursis, 22 000 euros d'amende et une interdiction à vie de diriger un établissement public ou de se présenter à une élection pendant 5 ans. Lors de l'audience, il reconnait de fausses factures, pour financer des escaliers sur mesure dans sa résidence personnelle pour un montant de 15 000 euros. Egalement, il reconnait des doubles remboursements pour 43 voyages en TGV et un déplacement en Chine.  Le 5 mai 2025, l'avocat de Thierry Mandon annonce la renonciation de son client à faire appel.